# Albanese parlementsverkiezingen 2013

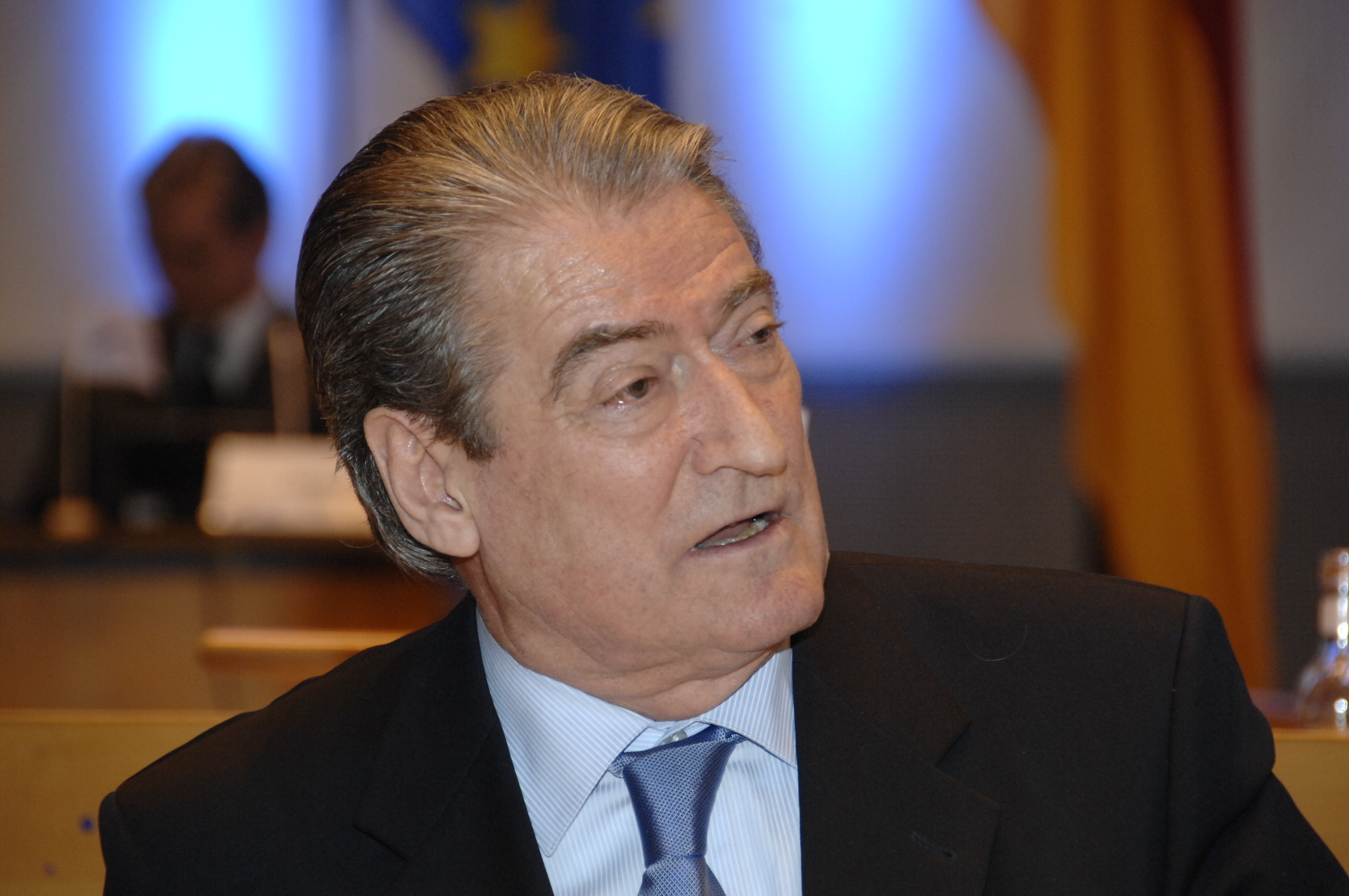
Sali Berisha (PD)

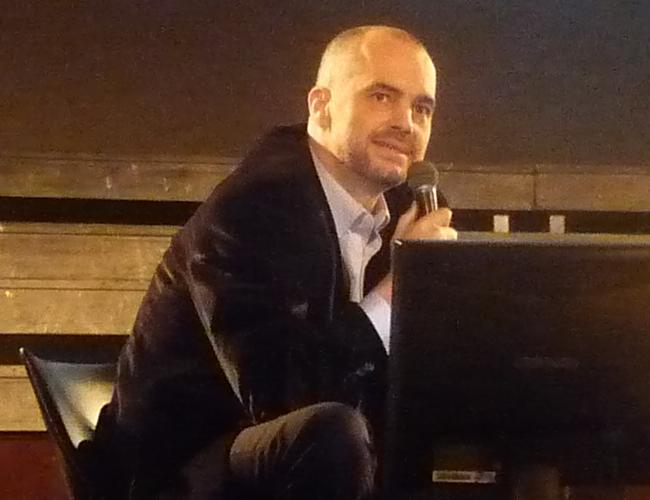
Edi Rama (PS)

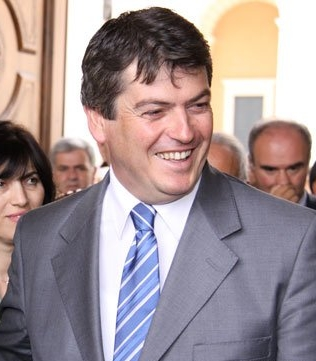
Bamir Topi (FRD)

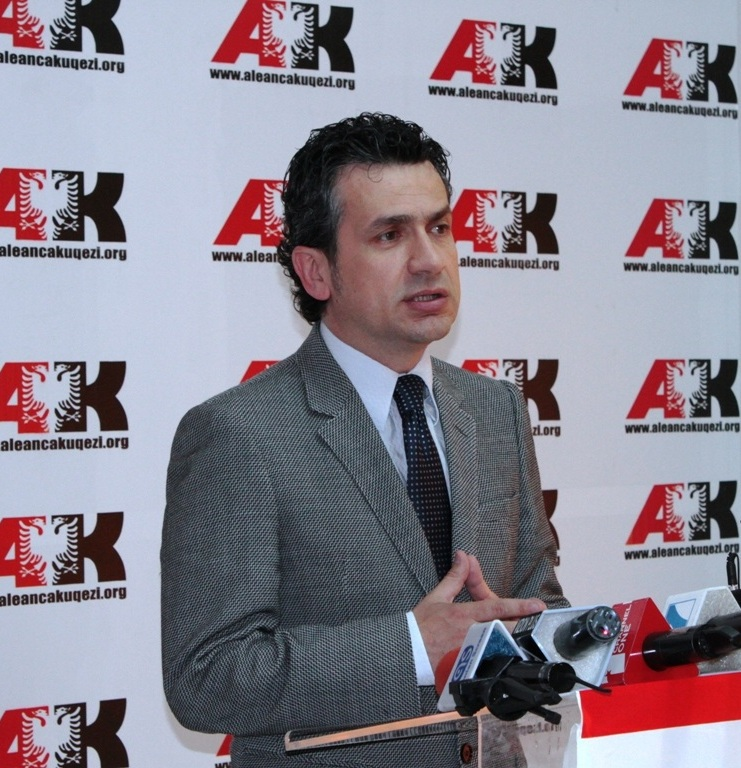
Kreshnik Spahiu (AK)

Op zondag 23 juni 2013 werden in Albanië parlementsverkiezingen gehouden. Alle 140 leden van de Volksvergadering van Albanië (Albanees: Kuvendi i Shqipërisë) werden daarbij opnieuw gekozen. De verkiezing was een belangrijke test voor de democratische instellingen van Albanië en daarmee voor een eventueel toekomstig lidmaatschap van de Europese Unie, dat het land al enige jaren ambieert.

## Deelnemende partijen en coalities
De sinds 2005 regerende centrumrechtse Democratische Partij van Albanië (Partia Demokratike e Shqipërisë, PD) van voorzitter en premier Sali Berisha en de centrumlinkse oppositiepartij Socialistische Partij van Albanië (Partia Socialiste e Shqipërisë, PS) onder leiding van oud-burgemeester van Tirana Edi Rama, veruit de twee grootste partijen van het land, vormden elk een grote coalitie voor de verkiezingen. 

### Alliantie voor Werk, Welvaart en Integratie
De PD (voor de verkiezingen 68 zetels in het parlement) ging met 23 andere partijen in zee en vormde zo de Alliantie voor Werk, Welvaart en Integratie (Aleanca për Punësim, Mirëqenie dhe Integrim, APMI). De partijen met zetels in het parlement waren de links-liberale Partij voor Gerechtigheid, Integratie en Eenheid (Partia për Drejtësi, Integrim dhe Unitet, PDIU) van Shpëtim Idrizi (1 zetel) en de nationaal-conservatieve Republikeinse Partij van Albanië (Partia Republikane e Shqipërisë, PR) van Fatmir Mediu (1 zetel).

### Alliantie voor een Europees Albanië
De PS verenigde zich met 36 kleinere partners tot de Alliantie voor een Europees Albanië (Aleanca për Shqipërinë Europiane, ASE). Naast de PS hadden twee partijen binnen deze coalitie voor de verkiezingen zetels in het parlement: de centrumlinkse Socialistische Beweging voor Integratie (Lëvizja Socialiste për Integrim, LSI) van voormalig premier Ilir Meta (4 zetels) en de centristische Partij van de Vereniging voor de Mensenrechten (Partia Bashkimi për të Drejtat e Njeriut, PBDNJ; Grieks: Κόμμα Ένωσης Ανθρωπίνων Δικαιωμάτων, Komma Enosis Anthropinon Dikeomaton) van Vangjel Dule (1 zetel), die de rechten van de Griekse minderheid in Albanië verdedigt.
De LSI maakte tot april 2013 deel uit van de regering-Berisha, maar de partij verliet het kabinet nadat ze had beslist voor de komende verkiezingen samen te werken met de PS.

### Andere partijen en onafhankelijken
Naast de APMI en ASE namen nog twee partijen afzonderlijk deel aan de verkiezingen, die beide pas in 2012 waren opgericht: de Nieuwe Democratische Wind (Fryma e Re Demokratike, FRD) van ex-president Bamir Topi (oud-PD) en de rechts-nationalistische Alliantie Rood en Zwart (Aleanca Kuq e Zi, AK) geleid door de Tiranese jurist Kreshnik Spahiu.
In de prefecturen Fier en Vlorë kwamen ten slotte twee onafhankelijke kandidaten op, respectievelijk de voormalige LSI-minister van Economie en Handel Dritan Prifti en de oud-PS-minister van Financiën Arben Malaj.

## Verkiezingsdag
De verkiezingsdag werd ontsierd door enkele incidenten, waarvan het zwaarste een schietpartij bij een stembureau in de noordwestelijk van Tirana gelegen stad Laç was. Een activist van de LSI werd er doodgeschoten en drie anderen, waaronder een kandidaat-parlementslid van de PD, raakten gewond. 
In Albaniës vijfde stad Shkodër in het noordwesten werd een bureau gesloten nadat in een stemhokje een verborgen camera was ontdekt. In Peqin, een districtshoofdplaats westelijk van Elbasan, werd een arrestatie verricht nadat mensen aan het stembureau met een vuurwapen waren bedreigd. En in de zuidoostelijke stad Korçë werden mensen gearresteerd nadat ze kiezers geld hadden aangeboden.

## Uitslag
De sociaaldemocratische lijst van Edi Rama behaalde een duidelijke overwinning, en zittend premier Berisha gaf na een korte periode van radiostilte zijn verlies toe tijdens een emotionele persconferentie. Hij trad tevens terug als voorzitter van de PD. In juli treedt Rama aan als de nieuwe regeringsleider van Albanië.
De volledige uitslag van de voornaamste partijen was als volgt:
- PS: 41,12% of 66 zetels (stijging met 1 zetel)
- PD: 30,41% of 49 zetels (daling met 19)
- LSI: 10,44% of 16 zetels (stijging met 12)
- PR: 3,04% of 3 zetels (stijging met 2)
- PDIU: 2,59% of 4 zetels (stijging met 3)